# エルゴチオネイン
エルゴチオネイン（英語: Ergothioneine）は、希少なアミノ酸誘導体の一種で、強力な抗酸化作用のある天然物質。1909年にM.C.Tanretによって、ライ麦角菌（学名：Claviceps purpurea）から単離され発見された。水溶性物質で、熱やpH安定性に優れている。120℃、60分の条件でもほとんど影響を受けない。また酸性（pH2）～アルカリ性（pH12）条件でもほとんど影響を受けない特徴がある。

## 生合成
エルゴチオネインは多くの生物に存在しているが、動植物自身では生合成ができず、キノコなどの担子菌類やコウジカビ、シアノバクテリアといった一部の細菌のみしか生合成できない。人間も自身で生合成することができないため、食べ物からエルゴチオネインを摂取することで、脳、肝臓、腎臓、赤血球、皮膚などに貯蔵している。
エルゴチオネインを多く含む食品としてキノコ類がある。たもぎ茸に特に多く含まれておりシイタケやヒラタケ等にもに含まれる。
エルゴチオネインを細胞内に取り込むトランスポーター（OCTN1）が発見されたことで、生体内でのエルゴチオネインの役割が注目されている。

## 生理作用
エルゴチオネインには強力な活性酸素消去作用がある。生体内の抗酸化物質であるグルタチオンと比較しても3～30倍も高い。ヒドロキシルラジカルや一重項酸素といった強力な活性酸素も素早く消去し、その力はビタミンCやL-システインなどの他の抗酸化成分よりも強いといわれている。生体利用率（バイオアベイラビリティ）に優れ体内で持続的な抗酸化能力を発揮する。生鮮エビやカニなどの黒変色防止や魚肉・食肉の酸化防止剤、養殖魚の血合い褐変防止などへの利用も研究されている。
水溶性物質にもかかわらず血液脳関門を通過し脳内の中枢神経に蓄えられることが報告されている。記憶力の向上、認知症、アルツハイマー病、うつ病、パーキンソン病の改善など脳神経や中枢神経に対する効果が示唆されている。シンガポール大学医学部では認知症患者207人（うちアルツハイマー型認知症160人、脳血管性認知症47人）、いわゆる軽度認知機能障害者201人、健常者88人の合計496人を対象にした研究が行われ、認知症患者は血液中のエルゴチオネイン濃度が低いことが報告された。また軽度認知障害（MCI）でも血液中のエルゴチオネイン濃度の低下が認められた。エルゴチオネインが認知機能障害に関連していること、脳の酸化ストレス悪化によって神経変性や脳血管疾患との関連性が指摘されている。
エルゴチオネインは目の水晶体や皮膚にも多く存在する。特に表皮細胞に多く蓄積されていることから紫外線による酸化や遺伝子損傷を抑制していると考えられている。
エルゴチオネインのトランスポーター（OCTN1）はリューマチ性関節炎、潰瘍性大腸炎、クローン病、自己免疫性甲状腺疾患など様々な疾患と関係していることから、エルゴチオネインには生体の恒常性を維持する何らかの重要役割があることが示唆されている。